# アルヴィース

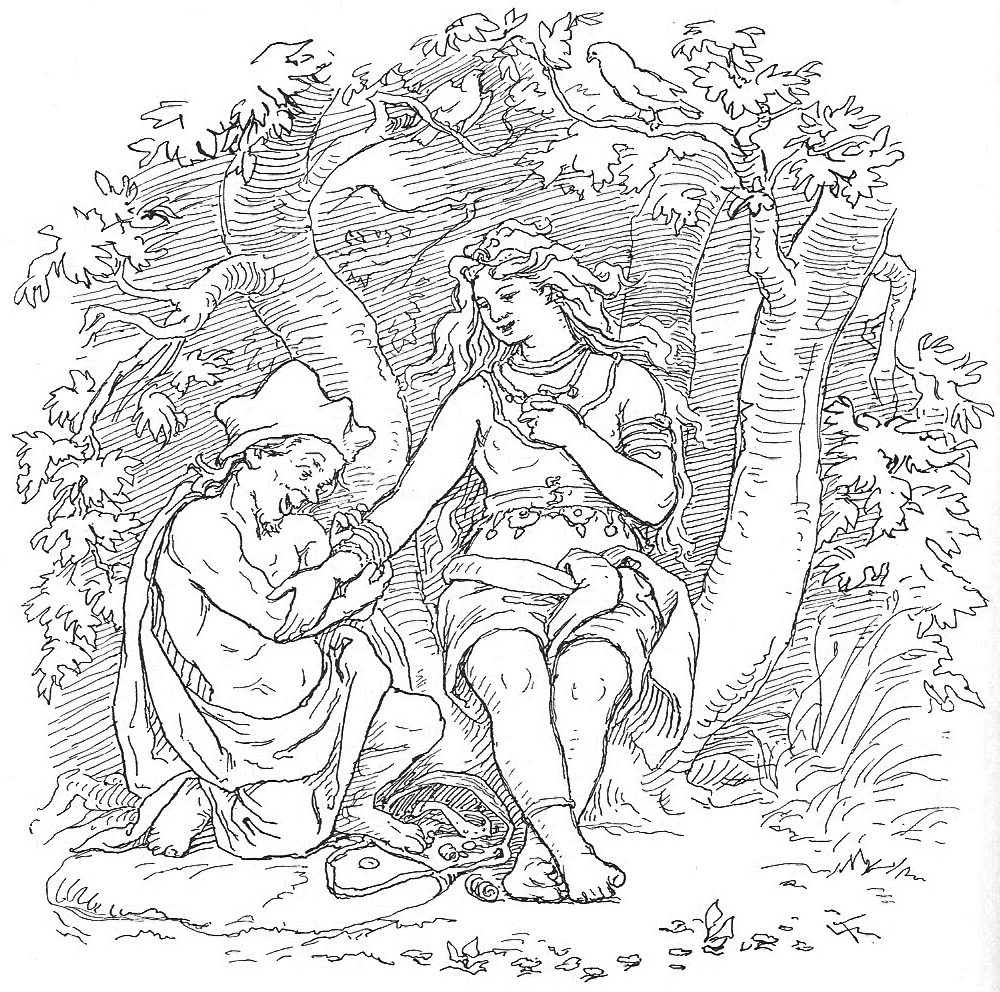
ローランス・フレーリクが描いたアルヴィースとスルーズ。

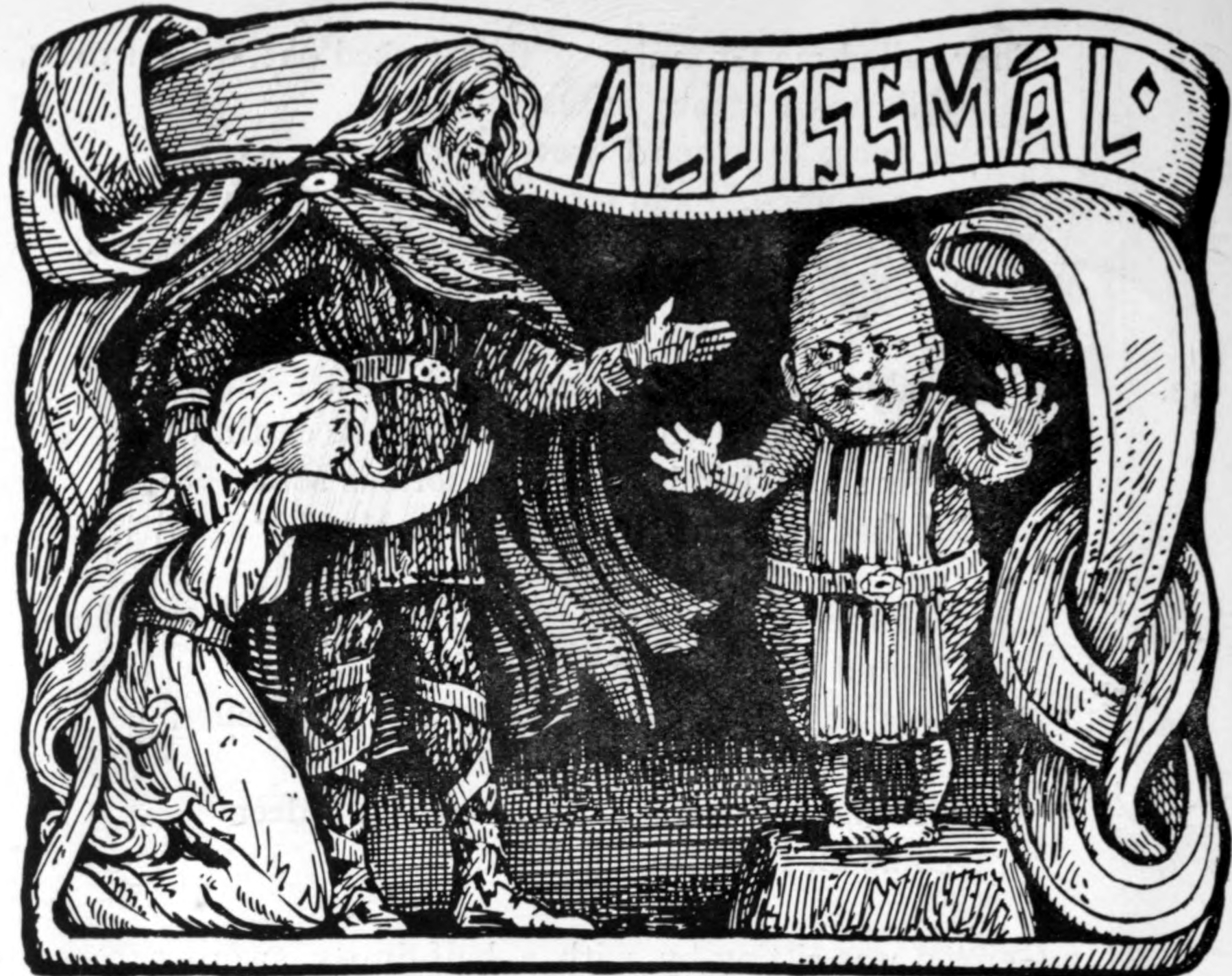
W.G. Collingwoodが描いた、トールの問いに答えるアルヴィース。

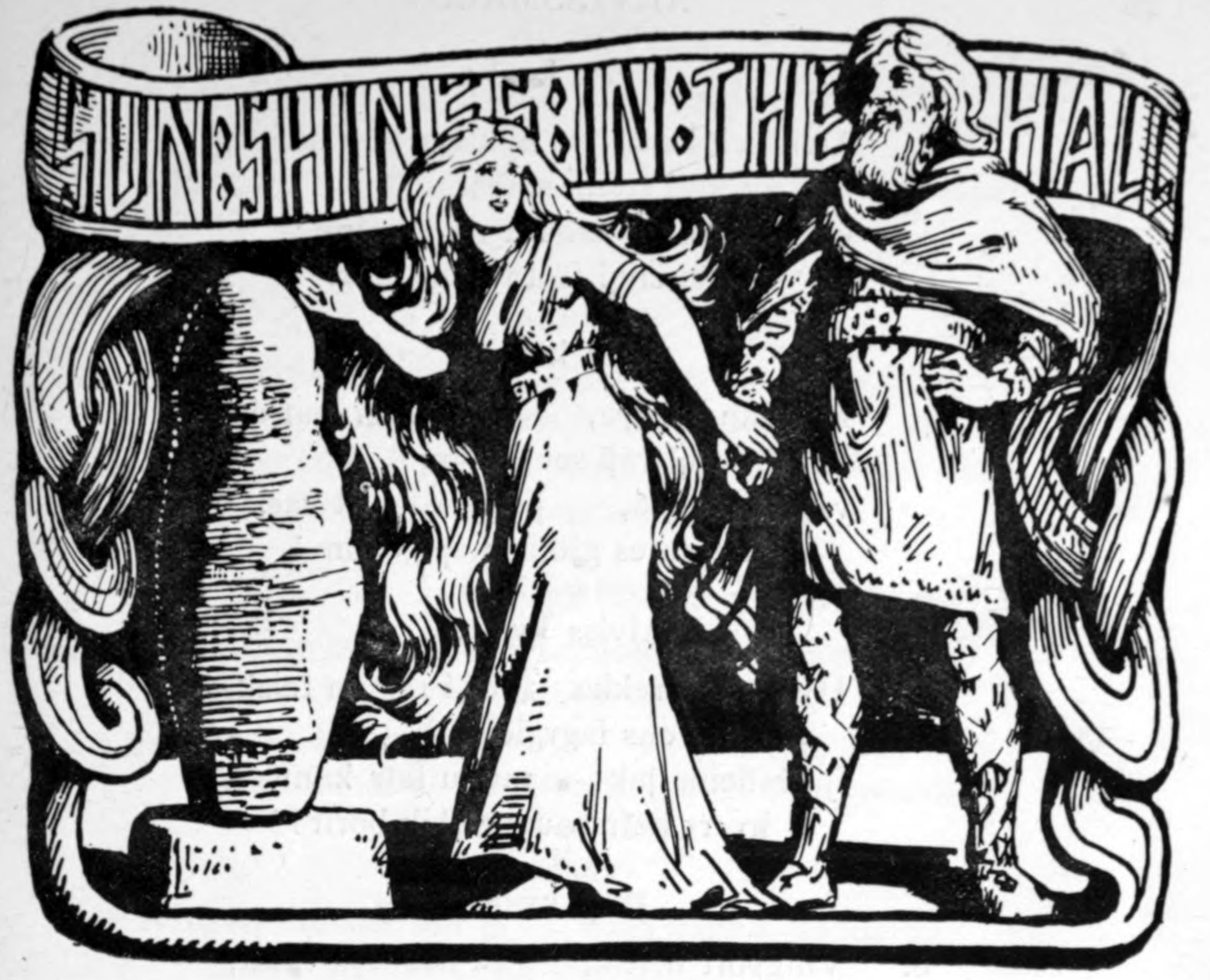
同じく、石になったアルヴィース。

アルヴィース（Alvíss）は、北欧神話のドワーフである。「完全な賢者」、「すべてを知る者」という意味がある。

## 概要
『古エッダ』の『アルヴィースの歌』では次の物語が語られている。トールの留守中、アルヴィースがトールの娘スルーズに結婚を申し込んだ。すると、他の家族が承知したものの、帰ってきたトールが結婚に反対した。そこで、トールはアルヴィースにいろいろな質問をして答えさせた。アルヴィースは非常に賢かったので、何でも答えた。トールは朝まで問答を続けたため、朝の光が差し込んできて、ドワーフのアルヴィースは光を浴びて石になった。